# Sindanglaya (Tanjungsiang)
Sindanglaya is een bestuurslaag in het regentschap Subang van de provincie West-Java, Indonesië. Sindanglaya telt 4870 inwoners (volkstelling 2010).